# 30 세인트 메리 액스
30 세인트 메리 액스(30 St Mary Axe)는 영국 런던에서 최초로 환경친화적으로 지은 마천루로, 런던 중심부에 위치한다. 타워의 모양을 최대한 자연광이 건물로 들어오도록 설계되어 있다.

## 세입자
2015년 1월 현재 건물의 현재 거주자는 다음과 같다.
- Standard Life
- Regus
- ION Trading
- Kirkland & Ellis
- Hunton & Williams
- Falcon Group
- Swiss Re
- Lab49
- Algotechs
- Webscaparate UK

또한 소매점과 식당은 사이트에서 운영된다 (예 : The Sterling 과 Bridge 's Newsagent).

## 수상
- 2004년 영국 왕립 건축가 협회에서 스털링 상 수상

## 같이 보기
- 시티오브런던
- 남근 건축